# Ximena Abarca

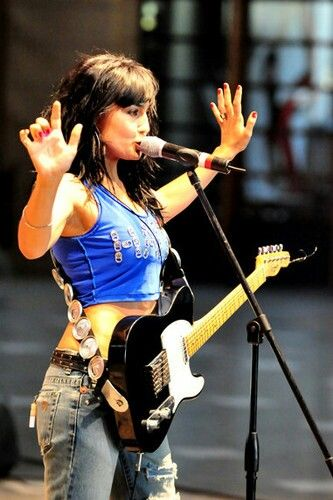
Ximena Abarca (2010)

Ximena Abarca Tapia (* 24. September 1981 in Santiago) ist eine chilenische Sängerin.

## Leben
Im Jahr 2003 gewann sie die Reality-Show Protagonistas de la música (Protagonisten der Musik auf Canal 13). 2004 nahm sie am International Song Festival von Viña del Mar teil und veröffentlichte ihr erstes Musikalbum mit dem Titel Punto de partida (Ausgangspunkt). In den Folgejahren 2005 und 2006 trat sie im spanischen Jugend-TV-Sender Mekano auf. Sie veröffentlichte ihr zweites Solo-Album ProVocación. Im Jahr 2008 trat sie dem neu gebildeten weiblichen Trio Ruch bei. Mit dem Trio wurde ein Studioalbum veröffentlicht.

## Diskografie

### Solo
- 2004: Punto de partida
- 2005: ProVocación

### Ruch
- 2008: Ruch